# اریک مندلسون
اریک مندلسون (انگلیسی: Eric Mendelsohn؛ زادهٔ ۱ نوامبر ۱۹۶۴) کارگردان فیلم و فیلم‌نامه‌نویس اهل ایالات متحده آمریکا است.
از فیلم‌هایی که وی در آن‌ها نقش داشته‌است، می‌توان به از میان پنجره‌ای باز اشاره نمود.